# تهاجم (فیلم ۲۰۱۷)
تهاجم (انگلیسی: "Assault" or "Attack") یک فیلم در ژانر اکشن به کارگردانی حسن رانا است که در سال ۲۰۱۷ منتشر شد. از بازیگران آن می‌توان به شان شاهید، همایون سعید، عدنان صدیقی، بلال اشرف و آرمینا خان اشاره کرد.